# 加藤基
加藤基（かとう もとい）は、日本の外交官。在ガボン共和国大使などを務めた。

## 人物・略歴
1969年、埼玉大学教養学部教養学科（国際関係論コース）卒業（教養学部1期生）。東京都庁を経て、外務省入省。2年間のフランス留学後、8ヶ国勤務、参議院国際交流課長等を歴任。在ガボン共和国大使をはじめとして、コンゴ共和国、赤道ギニア共和国、サントメ・プリンシペ民主共和国の大使などを勤めた後に退官。2010年12月21日、埼玉大学フェローの称号を授与される。2013年6月1日から3日の第5回アフリカ開発会議（TICAD V）では、外務省参与・大使として参加した。埼玉大学客員教授も務める。

## 受章
- 2020年11月 - 瑞宝中綬章受章[1][2]